# نقاط مهمة (اختلال ضال)
«نقاط مهمة» (بالإنجليزية: Bullet Points)‏ هي الحلقة الرابعة للموسم الرابع من مسلسل إيه إم سي التلفزيوني الدرامي اختلال ضال. كتبها مويرا والي-بيكت وأخرجها كولين باكسي، تم بثها على إيه إم سي في 7 أغسطس 2011.

## وصلات خارجية
- «نقاط مهمة» على إيه إم سي (بالإنجليزية)
- «نقاط مهمة» على قاعدة بيانات الأفلام على الإنترنت (بالإنجليزية)